# 鄭夏淵
鄭夏淵（韓語：정하연，1944年4月20日—），韓國電視劇編劇。

## 作品

### 電視劇
- 1984年：KBS《家族》
- 1991年：SBS《孤獨的門》
- 1994年：SBS《賣火柴的女人》
- 1997年：KBS《慾望的海洋》
- 2001年：KBS《明成皇后》
- 2003年：KBS《妻子》
- 2005年：MBC《辛旽》
- 2008年：MBC《甜蜜的人生》
- 2010年：MBC《慾望之火》
- 2011年：JTBC《仁粹大妃》
- 2013年：JTBC《宮中殘酷史－花的戰爭》
- 2018年：MBC《牽着手，看夕陽西下》

## 外部連結
- NAVER搜索 （页面存档备份，存于）